# Máire Breatnach
Máire Breatnach (irische Aussprache: [ˈmˠɑːɾʲə ˈbʲɾʲan̪ˠəx], * 1956 in Dublin) ist eine irische Geigerin/Fiddlerin, Violinistin und Bratschistin. Auf einigen ihrer Alben singt sie auch auf Irisch. Seit Anfang der 1990er Jahre hat sie sechs Soloalben aufgenommen, an einer Reihe von musikalischen Gemeinschaftsprojekten mitgewirkt und didaktisches Material für Kinder entwickelt, meist in irischer Sprache.

## Leben und akademische Ausbildung
Máire Breatnach wuchs in Dublin auf, wo sie auch einen B.A.-, B.Mus.- und M.A.-Abschluss am University College Dublin erwarb. Im Anschluss arbeitete sie dort als Dozentin, ebenso am College of Music, DIT (DIT Conservatory of Music and Drama), bevor sie eine freiberufliche Karriere als Musikerin begann. Später erwarb sie einen weiteren M.A. in Musikethnologie an der Universität von Limerick und promovierte 2013 an der Dublin City University.

## Musikalische Laufbahn
Breatnach ist vor allem für ihr Geigen- und Fiddlespiel bekannt. Sie wirkt sowohl als Solistin wie auch als Mitglied traditioneller und neo-traditioneller Gruppen und Projekte. Auf einigen ihrer Alben singt sie auf Irisch/Gälisch. Ihre Komposition Éist war eine preisgekrönte Single.
Sie hat mit den Bands von Sharon Shannon, Moya Brennan (von Clannad) und Mary Black zusammengearbeitet und ist auf Alben von Musikerinnen und Musikern aus unterschiedlichen musikalischen Genres zu hören, darunter Dolores Keane, Mike Oldfield, Alan Stivell, Bryan Adams, Anúna, Matthias Kießling, Dónal Lunny, Brian Kennedy, Ronan Keating, John Renbourn, Sinéad O’Connor und The Chieftains.
Mitte der 1990er Jahre war Máire Breatnach die ursprüngliche Fiddle-Spielerin in der von Bill Whelan komponierten Bühnenshow Riverdance und dem darauf folgenden Soundtrack-Album. Das Hauptthema der Riverdance-Show wurde beim Eurovision Song Contest 1994 im Rahmenprogramm aufgeführt. Auf dem zur Show verfügbaren Filmmaterial ist sie mit Michael Flatley und Jean Butler in den Hauptrollen zu sehen und zu hören.
Ebenso spielte Breatnach auf dem Album zu Final Fantasy IV: Celtic Moon mit keltischen Arrangements und zusammen mit Yasunori Mitsuda auf dem arrangierten Soundtrack zu Xenogears, der den Titel Creid trägt, sowie auf Alben von Chiaki Ishikawa und Mimori Yusa. Mit dem deutschen Harfenspieler Thomas Loefke und der Gruppe Norland Wind hat sie ebenfalls zusammen gespielt. Dem Publikum in Deutschland ist sie durch regelmäßige Gastspiele bekannt.

## Publizistische Arbeit
Mehrere Jahre lang schrieb Breatnach eine Kolumne über traditionelle/folkige Musik für die irischsprachige Wochenzeitung Anois und später für das Monatsmagazin Comhar.
Seit 2007 ist Breatnach an der Vorbereitung von CDs und Büchern beteiligt, die eine Reihe von irischsprachigen Materialien begleiten und sich an die Altersgruppe der Naíonra (Vorschule) und der Leseanfänger richten. Máire Breatnach hat für mehr als 40 Titel Musik produziert, komponiert und auf einer Reihe von Instrumenten gespielt und bei vielen Titeln auch als Sprecherin fungiert. Ihr erstes Buch, Vera agus a Veidhlín, eine von Robert Ballagh illustrierte musikalische Kindergeschichte, wurde 2008 in Dublin bei An Gúm veröffentlicht.
Im Jahr 2013 promovierte Breatnach an der Dublin City University über die Aneignung und Weitergabe des Sean-nós-Gesangs - was als „in the old way“ (eine traditionelle, unbegleitete Gesangsweise) übersetzt werden kann - im St. Patrick's College in Drumcondra.
Im Jahr 2022 veröffentlichte der Verlag Oidhreacht Chorca Dhuibhne Breatnachs zweites Kinderbuch, Mábúis - Cat ar Misean, das von Dómhnal Ó Bric illustriert wurde und sich an die Altersgruppe von 10–14 Jahren richtet.

## Diskographie

### Soloalben
- 1993: Angels' Candles
- 1993: Die Reise des Bran
- 1997: Keltische Liebhaber
- 1999: Engelskerzen/Coinnle na nAingeal
- 2002: Träume und Visionen im irischen Lied / Aislingí Ceoil
- 2009: Cranna Ceoil / In vollem Umfang

### Kollaborationen
- 1995: Riverdance: Musik aus der Show
- 2010: Tarraing Téad / Ziehende Saiten (mit Cormac De Barra)